# Raymondville (Missouri)
Raymondville és una població dels Estats Units a l'estat de Missouri. Segons el cens del 2000 tenia 442 habitants.

## Demografia
Segons el cens del 2000, Raymondville tenia 442 habitants, 173 habitatges, i 115 famílies. La densitat de població era de 57,8 habitants per km².
Dels 173 habitatges en un 34,7% hi vivien nens de menys de 18 anys, en un 46,8% hi vivien parelles casades, en un 10,4% dones solteres, i en un 33,5% no eren unitats familiars. En el 30,6% dels habitatges hi vivien persones soles el 16,2% de les quals corresponia a persones de 65 anys o més que vivien soles. El nombre mitjà de persones vivint en cada habitatge era de 2,49 i el nombre mitjà de persones que vivien en cada família era de 3,06.
Per edats la població es repartia de la següent manera: un 27,8% tenia menys de 18 anys, un 7% entre 18 i 24, un 24,4% entre 25 i 44, un 24,4% de 45 a 60 i un 16,3% 65 anys o més.
L'edat mediana era de 39 anys. Per cada 100 dones de 18 o més anys hi havia 87,6 homes.
La renda mediana per habitatge era de 16.806 $ i la renda mediana per família de 21.667 $. Els homes tenien una renda mediana de 22.500 $ mentre que les dones 14.063 $. La renda per capita de la població era de 10.500 $. Entorn del 30% de les famílies i el 30,2% de la població estaven per davall del llindar de pobresa.

## Poblacions més properes
El següent diagrama mostra les poblacions més properes.